# Type 4 Ka-Tsu
Type 4 Ka-Tsu (Japans: 特四式内火艇 カツ, toku-yon-shiki uchibitei Ka-Tsu?) is een Japanse amfibische tank gebruikt tijdens de Tweede Wereldoorlog.

## Geschiedenis
Dit vrij onbekende type zou een belangrijke rol moeten spelen in de tweede aanval op de Amerikaanse marinehaven in Pearl Harbor. Vijf onderzeeërs, uitgerust met vier Type Ka-Tsu's (uitgerust met torpedo's) moesten de tanks dicht bij Pearl Harbor loskoppelen tijdens de aanval. De Ka-Tsu werd echter vanaf het begin geteisterd door problemen. De bemanning merkte al gauw dat de motor niet volledig waterdicht was. Een andere factor was dat Type 4 Ka-Tsu geen goed opgeleide bemanningsleden had, maar rekruten van de marine die op Nasake-jima maar twee weken training hadden gehad. Het vergde ook bijna twintig minuten om een tank van de onderzeeër los te koppelen. De rupsbanden van Type 4 Ka-Tsu waren eveneens een drama, omdat ze bij het minste of geringste begonnen te slippen of kapot gingen, wat deels door de slechte motor kwam.